# Ower
Ower est un  hameau situé dans le New Forest, comté du Hampshire, en Angleterre.

## Vue d'ensemble
Les villes les plus proches sont Totton approximativement à 4 km au sud-est et Romsey à approximativement 3,5 milles (5,6 km) au nord-est.
Ower se trouve sur la route A36, au nord-ouest de Totton. Il se situe principalement dans la paroisse civile de Copythorne (où la majorité de la population a été incluse lors du recensement) bien que les bâtiments du côté est de la route se trouvent dans la paroisse civile de Netley Marsh.
Le village est cependant quelque peu séparé de ces deux paroisses par l’autoroute M27 qui passe immédiatement au sud du hameau.
Deux pubs sont situés à Ower, appelés « The Mortimer Arms » et « The Vine Inn ». Le parc à thème « Paultons Park » se situe à Ower.

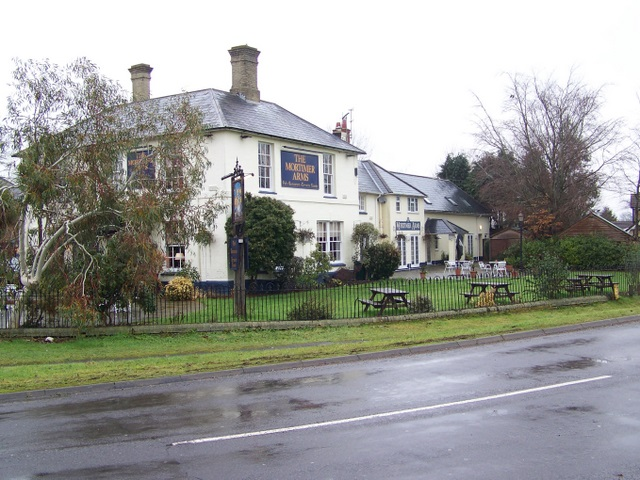
The Mortimer Arms.

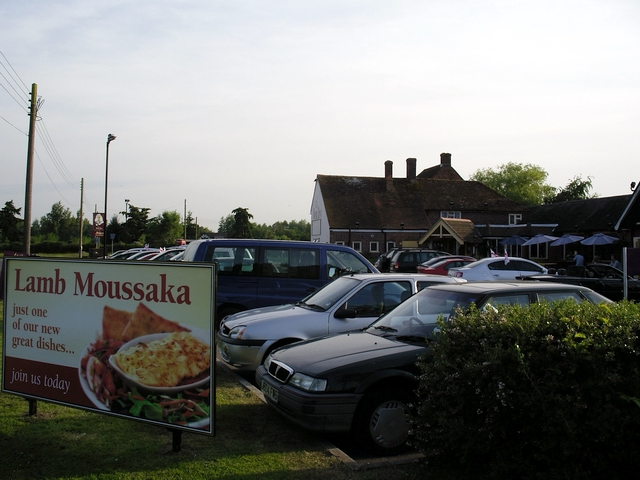
The Vine Inn.